# Polisen i Italien

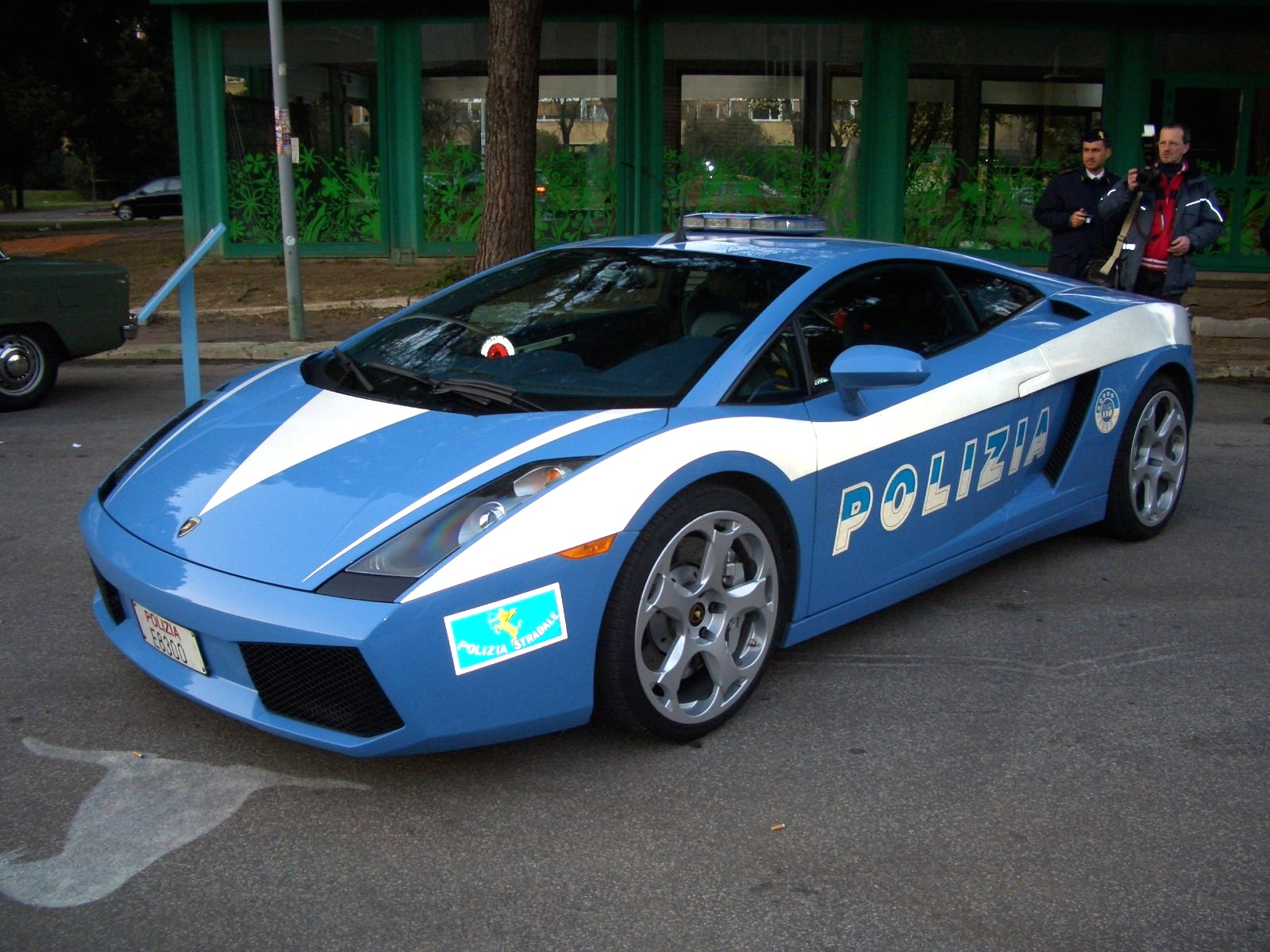
En Lamborghini från statspolisen.

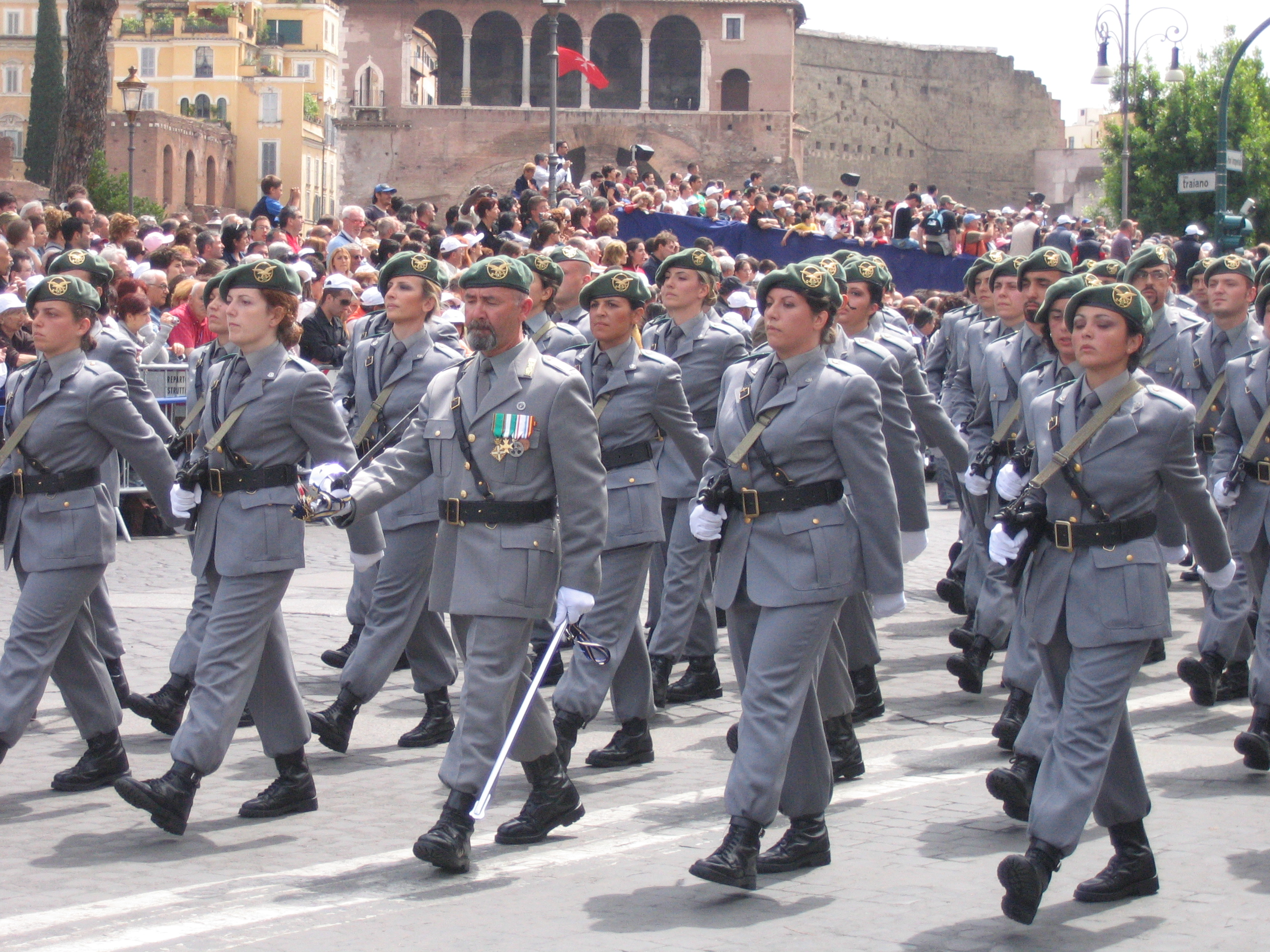
Italienska skogspoliser vid nationaldagsparaden 2007

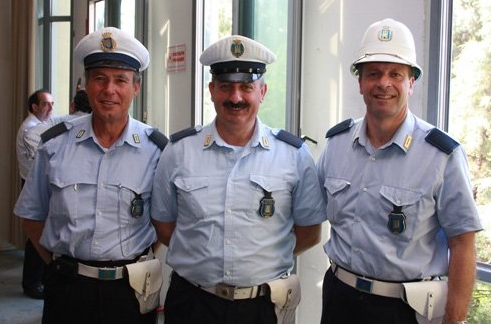
Kommunal polis från Rende

Polisen i Italien är organiserad på statlig, regional, provinsiell och lokal nivå. Huvudansvaret för polisväsendet åvilar de statliga poliskårerna. Vissa av de autonoma regionerna har dock egna skogspoliskårer. Den provinsiella polisen ansvarar huvudsakligen för jakt, fiske och miljövårdsfrågor. Den kommunala polisen har begränsade uppgifter.

## Statliga poliskårer
- Carabinieri, Italiens militära poliskår.
- Guardia di Finanza, Italiens militära finans- och tullpoliskår.
- Polizia di Stato, Italiens statliga civila poliskår.
- Polizia Penitenziaria, Italiens statliga civila fängelsepoliskår.
- Corpo Forestale dello Stato, Italiens statliga civila skogspoliskår upplöstes 2016 och är numera en del av Carabinieri.

## Lokala poliskårer
Den lokala polisen i Italien (Polizia locale) består av: 
- Polizia provinciale, den italienska provinspolisen (en för varje provins), vilken lyder under provinspresidenten, dvs. motsvarande landstingsstyrelsens ordförande.
- Polizia municipale, den italienska kommunala polisen (en för varje kommun), vilken lyder under borgmästaren, dvs. motsvarande kommunstyrelsens ordförande.

Grunderna för den kommunala polisens verksamhet är fastställda genom nationell lagstiftning 1986: Legge quadro sull’ordinamento della Polizia municipale. Närmare detaljer bestäms genom regional lagstiftning vilken kan vara olika i Italiens 20 regioner: Abruzzo, Valle d'Aosta, Apulien, Basilicata, Kalabrien, Kampanien, Emilia-Romagna, Friuli-Venezia Giulia, Lazio, Ligurien, Lombardiet, Marche, Molise, Piemonte, Sardinien, Sicilien, Trentino-Alto Adige, Toscana, Umbrien och Veneto. Regionerna är indelade i totalt 107 provinser. Provinserna består i sin tur av sammanlagt fler än 8 000 kommuner.
I regionen Veneto har den lokala polisen följande fem huvuduppgifter:
- administrativ polis
- kriminalpolis
- trafikpolis
- ordningspolis (närpolis)
- biträde till den statliga polisen (som sådan är den underställd provinsens prefekt, landshövding)

Den lokala polisen i Veneto, har även andra uppgifter inom en rad områden, som civilförsvar, hälsovårdsinspektion, djurskydd och vid allmänna val.